# Alchemilla flabellata
Espèce
Alchemilla flabellata, est une espèce de plantes à fleurs de la famille des Rosaceae et du genre Alchemilla.

## Noms communs
L'achemilla flabellata est aussi connue sous les noms d'alchémille en éventail et alchémille flabellée.

## Description
Il s'agit d'une plante vivace, recouverte de poils. Elle arbore des feuilles velues sur leurs deux faces, composées de 7 à 9 lobes.
Sa période de floraison s'étend de juin à août. Elle produit alors des fleurs, de couleur jaunâtre, disposées en glomérules.

### Répartition
Cette plante est présente en Allemagne, en Autriche, en Bulgarie, en Espagne, en France, en Italie, au Liechtenstein, en Pologne, en Roumanie, en Serbie, en Slovaquie, en Slovénie, en Suisse, en République Tchèque et en Ukraine. 
Selon l'Inventaire National du Patrimoine Naturel, l'achemilla flabellata aurait été observée en Norvège.

## Habitat et écologie
Cette plante se développe principalement dans les prairies entre le niveau montagnard et subalpin,. Elle est observable jusqu'à 2800 m d'altitude.

## Systématique
L'espèce est décrite en premier en 1891 par le botaniste suisse Robert Buser, qui la classe dans le genre alchemilla.